# Gilbert West
Pour les articles homonymes, voir West.
Gilbert West (1703 - 26 mars 1756) est un poète, traducteur et apologiste chrétien anglais. Il est décrit dans l'ouvrage The Lives of the Most Eminent English Poets (Les Vies des plus éminents poètes anglais) de Samuel Johnson.

## Biographie
Gilbert, fils du prêtre Richard West, naît en 1703. Il se forme au Winchester College, au Eton College et à Christ Church à Oxford. Son père le destine à une carrière d'homme d'église,. Cependant, son oncle Richard Temple, 1er vicomte Cobham, préfère qu'il prenne une commission dans l'armée. Gilbert abandonne quelque temps plus tard pour travailler sous les ordres de lord Charles Townshend, 2d vicomte Townshend et membre notable du parti whig. Cependant, West quitte lorsqu'il comprend que ses perspectives d'avancement sont faibles.
West épouse une Miss Bartlett avec laquelle il vit à Wickham dans le comté du Kent. C'est à cette époque que, à la suggestion de George Lyttelton, il publie l'essai Observations on the history and evidence of the resurrection of Jesus Christ (1747 ; 4e édition en 1749 ; réimprimé en 1767, 1785, 1807 et 1841). L'ouvrage a été traduit en allemand (1748) et en français (1757). Pour cet ouvrage, West est nommé Doctor of Canon Law (DCL) par l'université d'Oxford. En 1749, West publie ses traductions des odes de Pindare ; elles demeurent les éditions de référence pendant un siècle. En 1752, il devient financièrement à l'aise en étant nommé Clerk of the Privy Council (Clerc du Conseil privé). En 1754, Il est nommé trésorier de l'hôpital de Chelsea, ce qui lui procure un revenu modeste.
West meurt le 26 mars 1756.

## Œuvres
- Stowe, the gardens of the Right Honourable Richard, Lord Viscount Cobham, 1732
- A canto of the Fairy Queen. Written by Spenser, 1739
- The institution of the order of the garter. A dramatick poem, 1742
- Observations on the history and evidence of the resurrection of Jesus Christ, 1747
- The odes of Pindar, with several other pieces translated, 1749
- Education: a poem in two cantos, 1751
- « The oration of Plato » in Two orations in Praise of Athenians Slain in Battle, 1759. (traduction d'une oraison funèbre parue dans le Menexenus de Platon, [lire en ligne])